# Андреас II фон Виндиш-Грец
Андреас II фон Виндиш-Грец (на немски: Andreas II von Windisch-Graetz; * 1567; † 1600) е граф на Виндиш-Грец (днес Словен градец, Словения) в Австрия.

## Произход
Той е син на граф Еразмус II фон Виндиш-Грец († 1573/1575) и третата му съпруга фрайин Мария Маргарета Унгнад фон Зонег († 1573), дъщеря на Андреас Унгнад фон Зонег (1499 – 1557) и Йохана Бенигна фон Пернщайн/или Анна Аполония Ланг фон Веленбург.
Децата му трябва да напуснат страната заради протестантската си вяра. На 18 май 1822 г. родът е издигнат на князе.

## Фамилия
Андреас II се жени на 10 ноември 1583 г. в Грац за фрайин Регина фон Дитрихщайн-Финкенщайн (* 18 септември 1567; † 1618, Грац), дъщеря на фрайхер Зигизмунд Георг фон Дитрихщайн (1526 – 1593) и Анна Мария фон Щархемберг (1537 – 1597). Те имат 8 деца:
- Еразмус Зигмунд (* ок. 1585/1586; † 1622), граф, женен на 18 януари 1609 г. за фрайин Регина фон Дитрихщайн († 1629); имат 4 деца
- Карл I (* 1 април 1588; † 25 август 1651), фрайхер, господар на Щайн и Хохенберген, женен I. за Мария Хуберин († ок. 1613), II. 1614 г. за Кунигунда фон Файщриц († ок. 1622), III. 1622 г. за фрайин Анна Сидония фон Виндиш-Грец (* 26 ноември 1600; † 25 декември 1651); има син и три дъщери
- Барбара Елизабет, омъжена за Вилхелм фон Радмансдорф
- Бартоломеус (* 3 януари 1593; † 23 ноември 1633, Залцбург), фрайхер, женен на 6 януари 1620 г. за фрайин Анна Сидония фон Херберщайн († 1654); родители на поета, имперски съветник и дипломат граф
  - Готлиб Амадеус фон Виндиш-Грец (* 13 март 1630, Регенсбург; † 25 декември 1695, Виена), 1687 г. рицар на Ордена на Златното руно
- Анна Маргарета (* 1594), омъжена на 14 септември 1607 г. във Велс за фрайхер Августин III Кевенхюлер-Айхелберг (* 6 юли 1580, Шпитал; † 26 юли 1625)
- Кристоф Георг
- Давид (* 3 април 1596; † 10 април 1636), фрайхер, женен на 10 февруари 1619 г. за фрайин Елизабет фон Раубер (1592 – 1664); имат двама сина и четири дъщери
- Регина Катарина (* 27 септември 1597; † 1644, погребана в Кестеракер до Юлита, Швеция), омъжена 1619 г. в Клагенфурт за фрайхер Паул Кевенхюлер (* ок. 1593, Вернберг; † 9 декември 1655, Стокхолм)